# Wes Anderson
Wesley Wales Anderson (Houston, 1º maggio 1969) è un regista, sceneggiatore e produttore cinematografico statunitense.
La sua produzione si contraddistingue per l'eccentricità e una personale cifra stilistica, che ha polarizzato la critica e gli spettatori e portato alla creazione di parodie, tanto che ormai l'aggettivo “andersoniano” è divenuto sinonimo di un certo tipo di estetica.

## Biografia
Wesley Wales Anderson, mezzano di tre fratelli, nacque a Houston, in Texas, nel 1969. Il padre, Melver Leonard Anderson, lavorava come pubblicitario; la madre, Theresa "Texas" Anderson, era un'archeologa e agente immobiliare. I due divorziarono quando Wes aveva otto anni.
Già da bambino, Wes cominciò a utilizzare la cinepresa super 8 del padre per realizzare film muti. La sua ambizione principale, comunque, era quella di diventare uno scrittore.
A Houston Anderson studiò prima alla Westchester High School e successivamente alla St. John's School, un istituto privato che poi utilizzò come location per alcune scene del suo secondo lungometraggio, Rushmore. Come il protagonista del film, Max Fischer, Anderson partecipò alle attività del teatro della scuola (l'Hoodwink Theatre, oggi demolito), per le quali scrisse e diresse alcune opere.
Anderson si dedicò poi allo studio della filosofia all'Università del Texas, dove incontrò i suoi futuri amici e collaboratori, i fratelli Wilson (Owen, Luke e Andrew).

### Carriera

#### 1996-2004
Dopo aver prodotto un cortometraggio intitolato Bottle Rocket, Anderson e i Wilson vennero notati dal produttore James L. Brooks, che li aiutò a presentare il corto al Sundance Film Festival. Grazie a questo i tre si assicurarono i fondi per produrre una versione evoluta a lungometraggio, uscita nel 1996 (in Italia con il titolo Un colpo da dilettanti). Ottenne una soddisfacente reazione della critica, ma non si assicurò un successo commerciale.
Il film successivo fu Rushmore, una commedia con protagonisti Bill Murray e Jason Schwartzman. La pellicola - il cui argomento era l'amore di uno studente delle superiori per una maestra elementare - fu un successo di critica, tanto che in seguito Martin Scorsese lodò entrambi i film di Anderson fino a quel momento prodotti.
Nel 2001, Anderson dà vita al lungometraggio intitolato I Tenenbaum, storia di un padre di famiglia (interpretato da Gene Hackman) che, ormai anziano, tenta di riconquistare gli altri membri del bizzarro, colorito e nostalgico nucleo familiare. La pellicola ebbe un enorme successo, sia di critica sia di pubblico, tanto da essere nominato all'Oscar nell'anno successivo.
A questo primo successo segue nel 2004 Le avventure acquatiche di Steve Zissou, storia quasi favolesca che vede Bill Murray nelle vesti del capitano Zissou, eroe per i bambini che, in seguito a molte insoddisfazioni e delusioni personali, cerca di trovare un senso alla sua lunga carriera andando a caccia di un leggendario mostro marino. Al contrario della precedente opera di Anderson, questo film non ebbe il successo sperato, secondo alcuni poiché seguiva dei cliché già consolidati nei film precedenti.

#### 2007-2012
Nel 2007 fu la volta de Il treno per il Darjeeling, film che segue le vicende di tre fratelli segnati dalla morte del padre, e che tentano di rintracciare la madre partita per una missione in India. Il film vide, nei panni dei tre interpreti principali, Owen Wilson, già nel cast de I Tenenbaum, Jason Schwartzman e Adrien Brody. Anderson dichiarò di essersi principalmente ispirato ai film di Satyajit Ray.
Messo da parte per un periodo il cinema con attori in carne e ossa, Anderson si dedicò alla scrittura e realizzazione di Fantastic Mr. Fox, film di animazione in stop-motion che uscì nel 2009, tratto da un racconto di Roald Dahl. Il ricorso all'animazione aumentò ancor di più la tendenza al controllo maniacale che il regista era ormai abituato a esercitare. Con questa pellicola inizia quella che può essere vista come la seconda fase della filmografia di Anderson, nella quale i colori assumono una centralità ancora maggiore, l'inquadratura diviene perfettamente e maniacalmente simmetrica e centrata, il regista inizia a scegliere un attore noto e non suo attore-feticcio diverso per ogni pellicola come protagonista (George Clooney per Fantastic mr. Fox, Bruce Willis per Moonrise Kingdom, Ralph Fiennes per Grand Budapest Hotel, Bryan Cranston per L'isola dei cani, Benicio Del Toro per The French Dispatch, Scarlett Johansson per Asteroid City e Benedict Cumberbatch per La meravigliosa storia di Henry Sugar) e la composizione delle colonne sonore passa da Mark Mothersbaugh ad Alexandre Desplat.
Nel 2012 Anderson realizzò un nuovo lungometraggio: una favola nostalgica, ambientata su un'isola apparentemente fuori dal mondo "civilizzato". Moonrise Kingdom segue le vicissitudini di due ragazzi all'inizio dell'adolescenza: lui uno scout, orfano e indisciplinato, lei unica figlia femmina di due genitori in crisi. I due, follemente innamorati, decidono di fuggire insieme.

#### Dal 2014 a oggi
Nel 2014 Anderson ha diretto il lungometraggio Grand Budapest Hotel, una storia a scatole cinesi che si svolge nella cornice di un esclusivo hotel montano delle Alpi carpatiche, in un minuscolo stato di fantasia dell'Europa centro-orientale. Il film segue le avventure di Monsieur Gustave, concierge dell'hotel, e il suo giovane assistente Zero, e ruota attorno al caso del furto di un dipinto rinascimentale nel periodo precedente alla Seconda Guerra Mondiale. Il film è stato uno dei maggiori successi di critica e pubblico del regista, guadagnando quasi 175 milioni di dollari in tutto il mondo, e vincendo moltissimi premi fra cui quattro Oscar (su nove nomination).
Nel 2015 ha progettato il Bar Luce della Fondazione Prada a Milano, in Largo Isarco 2, con gli arredi che ricordano la cultura popolare e l'estetica dell'Italia degli anni Cinquanta e Sessanta.
Nel 2018 Anderson è ritornato alla tecnica dello stop-motion per il film L'isola dei cani, il suo secondo film d'animazione.
Subito dopo, è iniziata la lavorazione per il nuovo film di Anderson, The French Dispatch, la cui uscita era programmata per il 24 luglio 2020 ma è stata posticipata al 16 ottobre 2020 e infine all'11 novembre 2021, a causa della pandemia di Covid-19.
Nel 2023, il regista realizza due nuove produzioni: il film, rilasciato in sala, Asteroid City, uscito negli Stati Uniti a giugno e con un cast corale che vede la partecipazione di Scarlett Johansson, Bryan Cranston, Tom Hanks e Maya Hawke, oltre ai classici attori-feticcio che da anni collaborano con Anderson. Inoltre, Anderson realizza una serie di mediometraggi (inizialmente pensata come film antologico e poi divisa in corti indipendenti da Netflix), tratti da alcuni racconti di Roald Dahl e intitolati La meravigliosa storia di Henry Sugar, Il cigno, Il derattizzatore e Veleno; i corti, prodotti da Netflix, vedono la partecipazione di Benedict Cumberbatch, Ralph Fiennes, Dev Patel e Ben Kingsley come protagonisti. Nel marzo 2024 il cortometraggio La meravigliosa storia di Henry Sugar ottiene il Premio Oscar al miglior cortometraggio.

## Stile cinematografico
Nel suo stile cinematografico, Anderson mescola diverse influenze, in molti casi dichiarate. Fra i registi cui si ispira, si possono citare François Truffaut, Jacques Tati, Louis Malle, Pedro Almodóvar, Satyajit Ray, John Huston, Mike Nichols, Hal Ashby, Stanley Kubrick, Woody Allen, Martin Scorsese, Orson Welles, e Roman Polanski.

### Temi, storie e personaggi
I film di Anderson sono per la maggior parte delle commedie veloci, segnate però da elementi più seri e malinconici. Le storie sono spesso centrate sul dolore e la perdita dell'innocenza, contornate da adulteri, rivalità fra fratelli, amicizie non convenzionali e famiglie disfunzionali. Il mondo rappresentato da Anderson non è lo specchio della realtà, quanto piuttosto una sua trasfigurazione fiabesca, in cui i personaggi vivono in un ambiente chiuso e autoreferenziale. Ad esempio, la New York de I Tenenbaum non è un luogo coerente, ma una sua trasposizione immaginata da chi non ci aveva mai vissuto, quasi una caricatura. Anche le trame dei film di Anderson tendono alla caricatura: spesso includono furti e sparizioni improvvise, con una ispirazione più o meno diretta dal genere del caper movie.
Queste storie verosimili ma improbabili portano lo spettatore a cogliere il distacco ironico dalla realtà, e lo spingono a immedesimarsi con i personaggi, su cui i film si reggono per la maggior parte. I protagonisti dei film di Anderson sono tutt’altro che i classici eroi del cinema americano: spesso hanno subito dei traumi e a prima vista appaiono perdenti, ma sono in realtà caparbi, ambiziosi e dotati di una certa purezza d’animo. I film, di conseguenza, si basano sul racconto della loro crescita personale.

### Stile visivo e composizione dell'immagine
Anderson è noto per alcune scelte stilistiche ricorrenti. Il regista ricorre a diversi rapporti d’aspetto, dai rapporti larghi (1,85:1 fino al 2,35:1) ai rapporti stretti (1,33:1 o 1,37:1), in abbinata a ottiche grandangolari che permettono di mantenere un ampio campo visivo. In questo modo gli è possibile organizzare personaggi e spazi, così da ottenere un ordine interno all'immagine. Fa largo uso della prospettiva centrale e della profondità di campo, ma anche di inquadrature non convenzionali: spesso Anderson utilizza riprese parallele al suolo, da sopra la testa dei personaggi, mettendo in luce i dettagli degli oggetti e accumulando elementi nell'inquadratura.
I movimenti di macchina di Anderson si sviluppano su due dimensioni, e sono impostati su direttrici simmetriche e centralizzate. Sono però frequenti anche zoom veloci, panoramiche "a schiaffo" (utilizzate nelle sequenze di dialogo) e riprese al rallentatore. I colori sono poi curati con particolare attenzione: la tavolozza è limitata, con tinte vivide, calde e talvolta sature, che rimandano ad atmosfere anni settanta. Inoltre, il regista è molto appassionato alla tecnica del passo uno, impiegata a partire da Le avventure acquatiche di Steve Zissou (in cui si fa anche ampio uso delle miniature) e con cui ha poi interamente realizzato i lungometraggi Fantastic Mr. Fox e L'isola dei cani, ma anche per alcune scene per cui sarebbe stata necessaria la computer grafica in Moonrise Kingdom e Grand Budapest Hotel.

### Colonne sonore
Fino a Le avventure acquatiche di Steve Zissou, la composizione della colonna sonora originale era affidata sistematicamente a Mark Mothersbaugh, mentre da Fantastic Mr. Fox è passata ad Alexandre Desplat.
Per le colonne sonore dei suoi film, Anderson usa di frequente musica pop degli anni sessanta e settanta, e un artista in particolare tende a dominare ogni lungometraggio. In Rushmore ad esempio, erano preminenti Cat Stevens e i gruppi di British Invasion; I Tenenbaum include canzoni di Nico, mentre Le avventure acquatiche di Steve Zissou sono presenti cover di canzoni del repertorio di David Bowie.
Ne Il treno per il Darjeeling e Rushmore, poi, comparivano brani dei The Kinks, mentre in Fantastic Mr. Fox sono inserite musiche dei Beach Boys e in Moonrise Kingdom di Hank Williams. Quest’ultimo film in particolare è pervaso dalle musiche di Benjamin Britten, legate a molti punti della trama del film.
Ne Il treno per il Darjeeling, inoltre, le musiche prendono ispirazione da quelle dei film di Satyajit Ray. Per quanto riguarda invece Grand Budapest Hotel, che è ambientato per la maggior parte negli anni trenta, non è presente musica pop, ed è stata invece usata musica originale – composta da Alexandre Desplat – che ha vinto poi l'Oscar alla migliore colonna sonora e altri premi quali il BAFTA e il World Soundtrack Award.

### Collaboratori ricorrenti
I film di Anderson sono caratterizzati dalla partecipazione ricorrente di molti attori conosciuti dal pubblico, come i fratelli Wilson (Owen, Luke e Andrew, amici di scuola di Anderson), Bill Murray (presente in tutte le pellicole a partire da Rushmore, ad accezione di Asteroid City a cui non ha potuto partecipare per colpa del COVID-19), Jason Schwartzman (che ha iniziato la sua carriera proprio con Anderson), Anjelica Huston, Willem Dafoe, Edward Norton, Kumar Pallana, Jeff Goldblum, Bob Balaban, Adrien Brody, Tilda Swinton, Tony Revolori, Waris Ahluwalia e Seymour Cassel .
Nella scrittura, Anderson collabora frequentemente con Roman Coppola, Noah Baumbach, Owen Wilson, Jason Schwartzman, e Hugo Guinness. I suoi film sono spesso prodotti da Scott Rudin, Jeremy Dawson e Steven M. Rales, mentre Robert Yeoman ha lavorato come direttore della fotografia per tutti i film di Anderson con attori in carne ed ossa.
Per quanto riguarda le colonne sonore, Mark Mothersbaugh ha composto le musiche dei primi quattro film di Anderson, lasciando poi il posto ad Alexandre Desplat da Fantastic Mr. Fox in poi.

## Vita privata
Anderson è legato sentimentalmente a Juman Malouf, scrittrice, costumista e doppiatrice libanese. I due hanno una figlia nata nel 2016, Freya, il cui nome si ispira a un personaggio del film Bufera mortale.
Anderson vive a Parigi ma ha passato la maggior parte della sua vita adulta a New York. È il fratello dell'artista Eric Chase Anderson, che ha illustrato le edizioni della Criterion Collection di alcuni dei film di Anderson e ha doppiato la voce di Kristofferson in Fantastic Mr. Fox.

## Filmografia

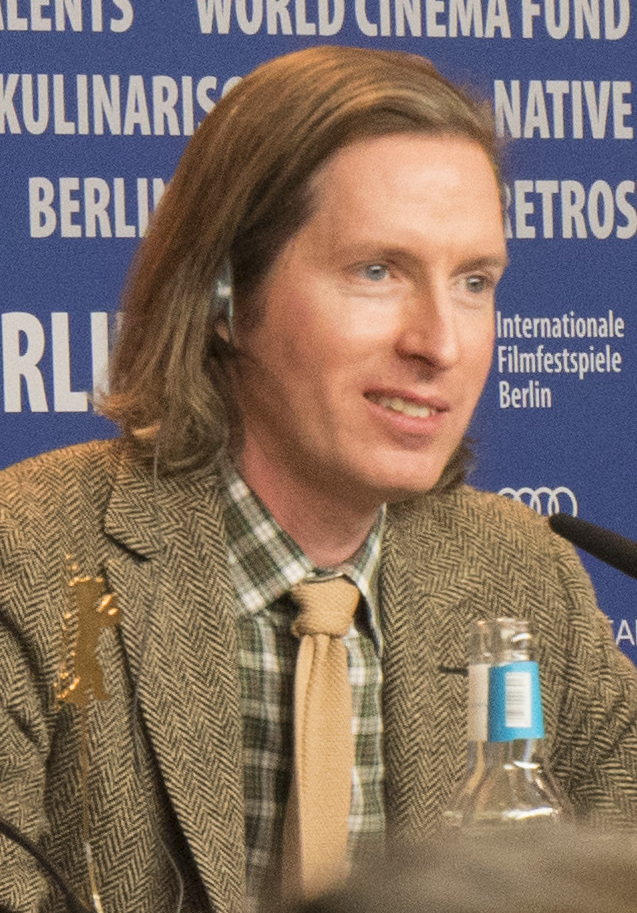
Wes Anderson nel 2018.

### Regista

#### Lungometraggi
- Un colpo da dilettanti (Bottle Rocket) (1996)
- Rushmore (1998)
- I Tenenbaum (The Royal Tenenbaums) (2001)
- Le avventure acquatiche di Steve Zissou (The Life Aquatic with Steve Zissou) (2004)
- Il treno per il Darjeeling (The Darjeeling Limited) (2007)
- Fantastic Mr. Fox (2009)
- Moonrise Kingdom - Una fuga d'amore (Moonrise Kingdom) (2012)
- Grand Budapest Hotel (The Grand Budapest Hotel) (2014)
- L'isola dei cani (Isle of Dogs) (2018)
- The French Dispatch of the Liberty, Kansas Evening Sun (2021)
- Asteroid City (2023)
- La meravigliosa storia di Henry Sugar e altre tre storie (The Wonderful Story of Henry Sugar and Three More) (2024)
- La trama fenicia (The Phoenician Scheme) (2025)

#### Cortometraggi
- Bottle Rocket (1994)
- Hotel Chevalier (2007)
- Castello Cavalcanti (2013)
- H&M: Come Together (Come Together: A Fashion Picture in Motion) (2016)
- The missing Bill Murray part from "Asteroid City" (2023) [46]
- La meravigliosa storia di Henry Sugar (The Wonderful Story of Henry Sugar) (2023)
- Il cigno (The Swan) (2023)
- Il derattizzatore (The Rat Catcher) (2023)
- Veleno (Poison) (2023)

#### Spot pubblicitari e promozionali
- American Express: My Life, My Card (2004)
- Softbank (2008)
- Stella Artois: Apartomatic (2010)
- Made of Imagination (2012)
- Moonrise Kingdom: Animated Book Short (2012)
- Cousin Ben Troop Screening with Jason Schwartzman (2012)
- Prada Candy L'Eau (2013)
- Montblanc - 100 Years of Meisterstück (2024)
- Montblanc - Let's Write (2025)

#### Videoclip
- Aline – Tip-Top (2021)

### Produttore
- Rushmore, regia di Wes Anderson (1998)
- I Tenenbaum (The Royal Tenenbaums), regia di Wes Anderson (2001)
- Le avventure acquatiche di Steve Zissou (The Life Aquatic with Steve Zissou), regia di Wes Anderson (2004)
- Il calamaro e la balena (The Squid and the Whale), regia di Noah Baumbach (2005)
- Il treno per il Darjeeling (The Darjeeling Limited), regia di Wes Anderson (2007)
- Fantastic Mr. Fox, regia di Wes Anderson (2009)
- Moonrise Kingdom - Una fuga d'amore (Moonrise Kingdom), regia di Wes Anderson (2012)
- Grand Budapest Hotel (The Grand Budapest Hotel), regia di Wes Anderson (2014)
- Tutto può accadere a Broadway (She's Funny That Way), regia di Peter Bogdanovich (2014)
- L'isola dei cani (Isle of Dogs), regia di Wes Anderson (2018)
- The French Dispatch of the Liberty, Kansas Evening Sun, regia di Wes Anderson (2021)
- La meravigliosa storia di Henry Sugar (The Wonderful Story of Henry Sugar), regia di Wes Anderson (2023) - cortometraggio
- Asteroid City, regia di Wes Anderson (2023)
- La trama fenicia (The Phoenician Scheme), regia di Wes Anderson (2025)

### Attore
- Rushmore, regia di Wes Anderson (1998) - cameo

### Doppiatore
- I Tenenbaum (The Royal Tenenbaums), regia di Wes Anderson (2001)
- Fantastic Mr. Fox, regia di Wes Anderson (2009)

## Doppiatori italiani
Da doppiatore è sostituito da:
- Carlo Valli in Fantastic Mr. Fox

## Riconoscimenti
Premio Oscar 
- 2002 - Candidatura alla Migliore sceneggiatura originale per I Tenenbaum
- 2010 - Candidatura al Miglior film d'animazione per Fantastic Mr. Fox
- 2013 - Candidatura alla Migliore sceneggiatura originale per Moonrise Kingdom - Una fuga d'amore
- 2015 - Candidatura al Miglior film per Grand Budapest Hotel
- 2015 - Candidatura al Miglior regista per Grand Budapest Hotel
- 2015 - Candidatura alla Miglior sceneggiatura originale per Grand Budapest Hotel
- 2019 - Candidatura al Miglior film d'animazione per L'isola dei cani
- 2024 - Miglior cortometraggio per La meravigliosa storia di Henry Sugar

 Golden Globe 
- 2006 - Candidatura al Miglior film commedia o musicale per Il calamaro e la balena
- 2013 - Candidatura al Miglior film commedia o musicale per Moonrise Kingdom - Una fuga d'amore
- 2015 - Miglior film commedia o musicale per Grand Budapest Hotel
- 2015 - Candidatura al Miglior regista per Grand Budapest Hotel
- 2015 - Candidatura alla Migliore sceneggiatura per Grand Budapest Hotel

 British Academy Film Awards 
- 2002 - Candidatura alla Miglior sceneggiatura originale per I Tenenbaum
- 2010 - Candidatura al Miglior film d'animazione per Fantastic Mr. Fox
- 2013 - Candidatura alla Miglior sceneggiatura originale per Moonrise Kingdom - Una fuga d'amore
- 2015 - Miglior sceneggiatura originale per Grand Budapest Hotel
- 2015 - Candidatura al Miglior film per Grand Budapest Hotel
- 2015 - Candidatura al Miglior regista per Grand Budapest Hotel

 David di Donatello 
- 2014 - Miglior film straniero per Grand Budapest Hotel

 Festival internazionale del cinema di Berlino 
- 2002 - Candidatura all'Orso d'oro per I Tenenbaum
- 2005 - Candidatura all'Orso d'oro per Le avventure acquatiche di Steve Zissou
- 2014 - Candidatura all'Orso d'oro per Grand Budapest Hotel
- 2014 - Orso d'argento, gran premio della giuria per Grand Budapest Hotel
- 2018 - Candidatura all'Orso d'oro per L'isola dei cani
- 2018 - Orso d'argento per il miglior regista per L'isola dei cani

 Festival di Cannes 
- 2012 - Candidatura alla Palma d'oro per Moonrise Kingdom - Una fuga d'amore
- 2021 - Candidatura alla Palma d'oro per The French Dispatch
- 2023 - Candidatura alla Palma d'oro per Asteroid City
- 2025  - Candidatura alla Palma d'oro per La trama fenicia

 Independent Spirit Awards 
- 1999 - Miglior regista per Rushmore
- 2006 - Candidatura al Miglior film per Il calamaro e la balena
- 2013 - Candidatura al Miglior film per Moonrise Kingdom - Una fuga d'amore
- 2013 - Candidatura al Miglior regista per Moonrise Kingdom - Una fuga d'amore
- 2013 - Candidatura alla Miglior sceneggiatura per Moonrise Kingdom - Una fuga d'amore

 Mostra Internazionale d'arte cinematografica 
- 2007 - Candidatura al Leone d'oro per Il treno per il Darjeeling
- 2007 - Leoncino d'oro per Il treno per il Darjeeling
- 2023 - Premio Cartier Glory to the Filmmaker

 MTV Movie Awards
- 1996 - Miglior nuovo film-maker per Un colpo da dilettanti

 Satellite Award 
- 2005 - Candidatura alla Migliore sceneggiatura originale per Le avventure acquatiche di Steve Zissou
- 2012 - Candidatura alla Migliore sceneggiatura originale per Moonrise Kingdom - Una fuga d'amore

 Saturn Award 
- 2015 - Candidatura alla Miglior sceneggiatura per Grand Budapest Hotel[47]